# Cloacale bevruchting
Cloacale bevruchting is een vorm van inwendige bevruchting waarbij het mannetje echter geen gebruik maakt van een penis. 
Cloacale bevruchting komt onder andere voor bij de brughagedissen, een zeer primitieve groep van reptielen.